# أكاديمية بنسلفانيا للفنون الجميلة
أكاديمية بنسلفانيا للفنون الجميلة (PAFA) هي متحف ومدرسة فنية وجامعة خاصة في فيلادلفيا، بنسلفانيا. تأسست عام 1805 وهي أول وأقدم متحف ومدرسة فنية في الولايات المتحدة. يشتهر متحف الأكاديمية عالميًا بمجموعاته من اللوحات والتماثيل والأعمال على الورق الأمريكية في القرنين التاسع عشر والعشرين. تحتوي أرشيفاته على مواد مهمة لدراسة تاريخ الفن الأمريكي والمتاحف والتدريب الفني. تقدم درجة البكالوريوس في الفنون الجميلة، وماجستير الفنون الجميلة، وبرامج الشهادات، والتعليم المستمر.

## التاريخ

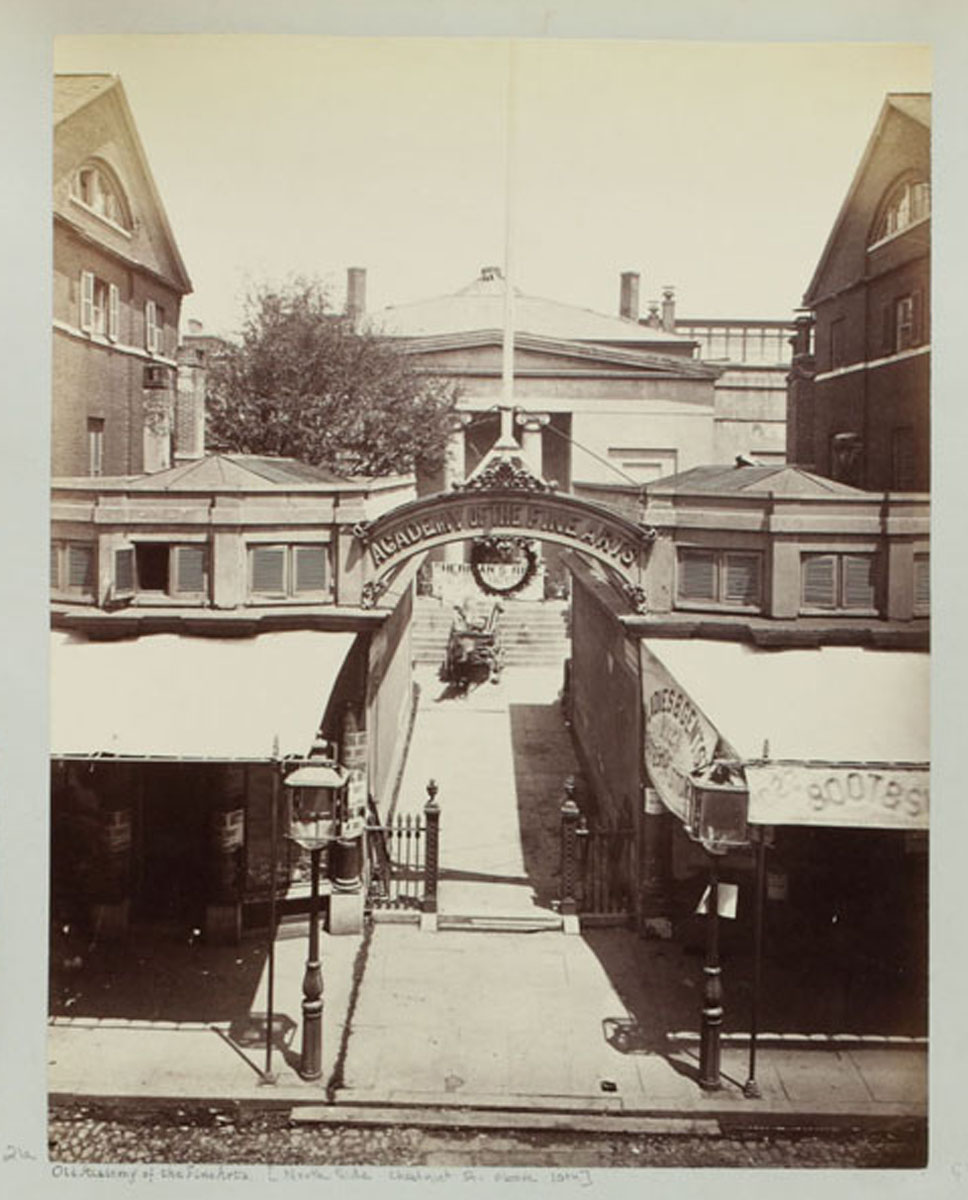
مبنى PAFA عام 1845، في صورة حوالي 1870.

تأسَّست أكاديمية بنسلفانيا للفنون الجميلة في عام 1805 على يد الرسام والعالم تشارلز ويلسون بيل والنحات ويليام راش وغيرهم من الفنانين وقادة الأعمال. كان نمو أكاديمية الفنون الجميلة بطيئًا. لسنوات عديدة أقامت معارضها في مبنى 1806، صممه جون دورسي مع أعمدة النظام الأيوني. وقفت في موقع المسرح الأمريكي اللاحق في شارع شيستنت والشارع العاشر. افتتحت الأكاديمية كمتحف عام 1807 وأقيمت معرضها الأول عام 1811 حيث تم عرض أكثر من 500 لوحة وتمثال. كانت الفصول الدراسية الأولى التي أقيمت في المبنى مع جمعية الفنانين في عام 1810.
كان لابد من إعادة بناء الأكاديمية بعد حريق عام 1845. بعد حوالي 23 عامًا، جمع قادة الأكاديمية الأموال لبناء مبنى أكثر جدارة بكنوزها. قاموا بتكليف مبنى فرنس هيويت الحالي، الذي تم تشييده من عام 1871. تم افتتاحه كجزء من معرض فيلادلفيا عام 1876.
في عام 1876، عاد طالب الأكاديمية السابق والفنان توماس إيكنز للتدريس كمتطوع. فيرمان روجرز، رئيس لجنة التعليم من 1878 إلى 1883، جعله عضو هيئة تدريس في عام 1878، ورفعه إلى منصب مدير عام 1882. قام إيكنز بتجديد منهج الشهادة إلى ما كان عليه اليوم. تعلم الطلاب في برنامج الشهادة أساسيات الرسم والرسم والنحت والطباعة (الإغاثة، النقش الغائر، والطباعة الحجرية) لمدة عامين. على مدار العامين التاليين، أجروا دراسة مستقلة، مسترشدين بالنقد المتكرر من أعضاء هيئة التدريس والطلاب والفنانين الزائرين.
من عام 1811 إلى عام 1969، نظمت الأكاديمية معارض فنية سنوية مهمة، حقق منها المتحف مقتنيات كبيرة. قام هاريسون إس موريس، المدير العام من عام 1892 إلى عام 1905، بجمع الفن الأمريكي المعاصر للمؤسسة. من بين العديد من الروائع التي تم الحصول عليها خلال فترة عمله أعمال سيسيليا بو، وويليام ميريت تشيس، وفرانك دوفينيك، وتوماس إيكنز، وينسلو هومر، وشيلد هسام، وإدموند تاربل. تم تمثيل أعمال The Eight، والتي تضمنت طلاب الأكاديمية السابقين روبرت هنري وجون سلون، بشكل جيد في المجموعة. يوفر انتقالًا بين الحركات الفنية في القرنين التاسع عشر والعشرين.
من عام 1890 إلى عام 1906، شغل إدوارد هورنور كوتس منصب الرئيس العاشر للأكاديمية. في عام 1915، حصل كوتس على الميدالية الذهبية للأكاديمية. وصف الرسام جون مكلور هاميلتون، الذي بدأ تعليمه الفني في الأكاديمية تحت قيادة توماس إيكنز، في عام 1921 المساهمات التي قدمها كوتس خلال فترة عمله:
شهد عهد السيد كوتس في الأكاديمية فترة ازدهارها الأكبر. تم تقديم أوقاف غنية للمدارس، وتم تشكيل معرض للصور الوطنية، واكتسبت بعض أفضل الأمثلة على عمل جيلبرت ستيوارت. حققت المعارض السنوية تألقًا وإقامات غير معروفة حتى الآن... أنشأ السيد كوتس المدارس بحكمة على أساس محافظ، حيث بنى السدود العالية تقريبًا دون وعي ضد التدفق القادم للأحداث المجنونة في أنماط الفن... في هذا الصراع الأخير ضد الحداثة كان الرئيس بدعم باقتدار إيكنز، آنشوتز، جرافلي، [هنري جوزيف] ثورون، فونوه، وتشيس... لقد جعلته لباقته التي لا تكل، وتفكيره النزيه، ولباقته، وتواضعه محببًا للعلماء والأساتذة على حدٍ سواء. لم تكن التضحية بالوقت أو الوسائل كبيرة جدًا، إذا كان يعتقد أنه يمكن أن يحقق النهاية التي كان دائمًا يراها - شرف ومجد الأكاديمية. لقد تحقق تحت التوجيه المستنير للسيد كوتس، الرغبة التي أعرب عنها بنجامين ويست، أول أكاديمي فخري، أن «فيلادلفيا قد يتم الاحتفال بها كثيرًا بسبب معارضها للوحات من قبل العبقرية المحلية للبلاد، كما تتميز بها فضائل شعبها؛ وأنه قد يُنظر إليها على أنها أثينا في العالم الغربي في كل ما يمكن أن يعطي تلميعًا للعقل البشري».
خلال الحرب العالمية الأولى، شارك طلاب الأكاديمية بنشاط في الأعمال الحربية. «حوالي ستين بالمائة من الشبان جندوا أو التحقوا بالخدمة الحكومية، وربما جميع الشابات وجميع الشبان الباقين كانوا منخرطين بشكل مباشر أو غير مباشر في الأعمال الحربية». تم تشكيل نادي الخدمة الحربية من قبل الطلاب وتم إرسال نشرة شهرية، {{ذا أكاديمي فلينغ (بالإنجليزية: The Academy Fling)‏، إلى أعضاء الخدمة. تم تكليف جورج هاردينج، وهو طالب سابق في أكاديمية بنسلفانيا للفنون، بنقيب أثناء الحرب وقام بإنشاء رسومات قتالية رسمية لقوات المشاة الأمريكية.

### المرأة في الأكاديمية
إعلان مجلس الإدارة لعام 1844 بأن الفنانات «سيكون لهن استخدام حصري لمعرض التماثيل لأغراض مهنية» ووقت الدراسة في المتحف أيام الإثنين والأربعاء وصباح الجمعة يدل على تقدم كبير نحو التدريب الرسمي في الفن للنساء. قبل تأسيس الأكاديمية، كانت هناك فرص محدودة للنساء لتلقي تدريب فني احترافي في الولايات المتحدة. تُظهر هذه الفترة بين منتصف القرن التاسع عشر وأوائل القرن العشرين نموًا ملحوظًا للفنانات المدربات رسميًا.
بحلول عام 1860، سُمح للطالبات بأخذ دورات في علم التشريح والتحف، والرسم من القوالب العتيقة. بالإضافة إلى ذلك، تمتعت النساء بالوصول إلى المكتبات والمعارض المكتسبة حديثًا. كانت دروس الحياة، دراسة الجسد العاري، متاحة للنساء في ربيع عام 1868 مع عارضات الأزياء ؛ تمت إضافة نماذج من الذكور للدراسة بعد ست سنوات. جاء ذلك بعد كثير من الجدل حول ما إذا كان من المناسب للمرأة أن تنظر إلى شكل الرجل العاري.
استغرق الأمر 24 عاما قبل أن تستطيع المرأة الاستفادة الكاملة من جميع جوانب التدريب في المؤسسة المرموقة. بعد عام 1868، تولت النساء أدوارا قيادية أكثر نشاطا وحققن مناصب مؤثرة. على سبيل المثال، في عام 1878 كاثرين شارب، في سن ال 27، أصبحت أول امرأة تدرس في الأكاديمية. أحد تلاميذها، ابن عمها الأصغر سيسيليا الجميلة, سيترك إرثا دائما في الأكاديمية كأول عضو هيئة التدريس الإناث لإرشاد الرسم والرسم, ابتداء من 1895. بحلول 1880s تنافس الفنانات النساء مع الرجال للحصول على أعلى الجوائز والاعتراف. ومع ذلك، لم تحصل الأكاديمية على أول امرأة لها في مجلس الإدارة في عام 1950.
حتى مع تقدم الفنانات في الولايات المتحدة، واجهن صعوبة في الدراسة في أوروبا. استبعدت العديد من الأكاديميات الشهيرة والتي تديرها الدولة، مثل مدرسة الفنون الجميلة في باريس، النساء بشكل نشط حتى أواخر القرن التاسع عشر، وكانت العديد من الفرص الوحيدة المتاحة من خلال مدارس فنية خاصة أو أقل شهرة أو مشاغل للفنانين. النساء اللواتي اخترن السفر إلى الخارج عادة ما يدرسن أعمال الفنانين الرئيسيين في صالات العرض، وليس في الصفوف.
في عام 2010، استحوذت الأكاديمية على مجموعة ليندا لي ألتر للفنون النسائية، والتي تضم ما يقرب من 500 عمل لفنانات، من جامع الأعمال ليندا لي ألتر. يشمل الفنانون في المجموعة الفنانين المشهورين عالمياً، مثل لويز بورجوا وجودي شيكاغو ولويز نيفيلسون وكيكي سميث وكارا ووكر، بالإضافة إلى فنانين مشهورين من فيلادلفيا بما في ذلك إليزابيث أوزبورن. في عام 2012، عرضت الأكاديمية المجموعة في معرض نظرة الأنثى: فنانات يصنعن عالمهن.

## الأكاديمية اليوم

### المتحف
منذ تأسيسها، جمعت الأكاديمية أعمالًا لفنانين أمريكيين بارزين، بالإضافة إلى أعمال خريجين وأعضاء هيئة تدريس متميزين في مدرستها. اليوم، تحافظ الأكاديمية على تقاليدها في التجميع مع تضمين أعمال الفنانين الأمريكيين المعاصرين والمعاصرين. تتوازن برامج المقتنيات والمعارض بين الفن التاريخي والمعاصر، ويستمر المتحف في عرض أعمال لفنانين إقليميين معاصرين ويتميز بعروض سنوية لأعمال طلاب الأكاديمية. تم تثبيت المجموعة بتنسيق زمني وموضوعي، لاستكشاف تاريخ الفن الأمريكي من ستينيات القرن التاسع عشر حتى الوقت الحاضر.

### المدرسة
اشتهرت الأكاديمية ببرنامج الشهادة الطويل لمدة 4 سنوات. منذ عام 1929، كان الطلاب المؤهلون قادرين على التقدم للحصول على بكالوريوس منسق في الفنون الجميلة في جامعة بنسلفانيا والحصول عليها. يتم تقديم برنامج درجة BFA آخر حصريًا داخليًا (إضافة حديثة) لبرنامج الماجستير في الفنون الجميلة، وشهادة ما بعد البكالوريا في الدراسات العليا، وعروض التعليم المستمر المكثف، بالإضافة إلى برامج للأطفال والعائلات.
في عام 2005، حصلت الأكاديمية على الميدالية الوطنية للفنون تقديراً لها كرائدة في تعليم الفنون الجميلة. في يناير 2007، قامت الأكاديمية، بالاشتراك مع متحف فيلادلفيا للفنون، بشراء عمل توماس إيكنز عيادة غروس (لوحة) (بالإنجليزية: The Gross Clinic)‏ من كلية جيفرسون الطبية.  سيتم عرض هذا العمل الأمريكي الأساسي في كلا المؤسستين بالتناوب.
في يناير 2009، وقعت أكاديمية بنسلفانيا للفنون اتفاقية نقل تاريخية مع كلية مقاطعة كامدن، نيو جيرسي. يسمح «كامدن كونيكشن» بنقل فصول الفنون الحرة والاستوديو بالإضافة إلى توفير منح دراسية جزئية على أساس الجدارة خصيصًا لطلاب كلية مقاطعة كامدن. اتفاقيات النقل الأخرى سارية الآن مع أقسام الفنون في كليات المجتمع التالية:  كلية مجتمع فيلادلفيا، كلية مجتمع مقاطعة مونتغومري، كلية مجتمع أتلانتيك كيب، وكلية مجتمع نورثهامبتون.
في عام 2013، حصلت أكاديمية بنسلفانيا للفنون الجميلة على اعتماد لجنة الولايات الوسطى للتعليم العالي. عرضت أكاديمية بنسلفانيا للفنون الجميلة تخصصًا في برنامج الشهادة وبكالوريوس الفنون الجميلة. ابتداءً من صيف 2015، بدأت أكاديمية بنسلفانيا للفنون الجميلة في تقديم برنامج ماجستير في الفنون الجميلة منخفض الإقامة. منذ خريف 2015، تقدم أكاديمية بنسلفانيا للفنون الجميلة دورات في الرسم التوضيحي للفنون الجميلة، والتي تكمل دورات الرسم والرسم والطباعة والنحت.

## البنايات

### مبنى فورنيس هيويت
بدأ بناء مبنى المتحف الحالي في عام 1871 وافتتح في عام 1876 بالتزامن مع الذكرى المئوية لفيلادلفيا. صممه المعماريان الأمريكيان فرانك فورنيس وجورج هيويت، وقد أطلق عليه «أحد أروع المباني الفيكتورية في البلاد».  واجهة المبنى مستوحاة من عدد من الأساليب التاريخية المختلفة، بما في ذلك الإمبراطورية الثانية، وإحياء عصر النهضة، والإحياء القوطي، التي تم دمجها «بطريقة شخصية عدوانية». يجمع اللون الخارجي للمبنى بين «الحجر البني الريفي، والحجر الرملي الملبس، والجرانيت الوردي المصقول، والطوب الأحمر المضغوط، والطين الأرجواني».
يتنوع داخل المبنى بشكل متساوٍ، حيث يجمع بين «أنماط الأزهار المذهبة المنقوشة على حقل من اللون الأحمر الفينيسي ؛... [أ] السقف الأزرق الخزفي المرشوشة بنجوم فضية»، وجدران معرض من البرقوق والمغرة والرمل والزيتون الأخضر. يجمع هيكل المبنى بين الآجر والحجر والحديد. بسبب مخاوف من مقاومة الحريق، تركت بعض العوارض الحديدية مكشوفة.
ملاحظات افتتاحية عام 1876:
-built أكاديمية الفنون الجميلة التي تم بناؤها حديثًا مع أي مؤسسة من نوعها في أمريكا. تبلغ الواجهة الأمامية مائة قدم في شارع برود وبعمق مائتين وثمانية وخمسين قدمًا في شارع الكرز. إن وضعها، مع وجود شارع على كل جانب من جوانبها الثلاثة، ومساحة مفتوحة على طول جزء كبير من الجانب الرابع، مفيدة للغاية فيما يتعلق بالإضاءة، والتحرر من مخاطر الحريق.

 إنه مبني من الآجر، المدخل الرئيسي، المكون من طابقين، ومزود ببلاط مغلف، وتماثيل تيراكوتا، وزخارف حجرية خفيفة. تم وضع الجدران في أنماط من الطوب الأحمر والأبيض. يوجد فوق المدخل الرئيسي لشارع برود ستريت نافذة قوطية كبيرة بزخارف حجرية. تم تخفيف واجهة شيري ستريت من خلال نوافذ مقوسة داعمة لصفوف الأعمدة، والتي يوجد خلفها الجملون الجملون المدبب.
ما وراء مدخل الدهليز هو الدرج الرئيسي، الذي يبدأ من قاعة واسعة ويؤدي إلى صالات العرض في الطابق الثاني. على طول جانب شارع شيري ستريت من الأكاديمية توجد خمس صالات عرض مخصصة لممثلين من القطع الأثرية. بالإضافة إلى غرف لطلاء الستائر وفصول الحياة. هذه لها ضوء شمالي واضح لا يمكن أبدًا إعاقته.
على الجانب الجنوبي، توجد غرفة محاضرات كبيرة، بها غرف متقاعد، وخلف هذه الغرف هي غرف النمذجة والغرف المخصصة لاستخدام الطلاب والأساتذة.
في الطابق الثاني توجد القاعة الرئيسية التي تمتد عبر المبنى، والمخصصة لعرض الأعمال الفنية الكبيرة. هذه القصة مقسمة إلى صالات عرض مضاءة من الأعلى. من خلال المركز توجد قاعة مخصصة لعرض التماثيل والتماثيل النصفية والتماثيل الصغيرة والنقوش البارزة، إلخ. يوجد على كل جانب من هذه القاعة معارض للصور مرتبة في الحجم والشكل بحيث تسمح بتصنيف الصور، والتي يمكن تقسيمها إلى بدلات حيث يمكن إقامة معارض منفصلة في نفس الوقت.

 تعتبر المجموعات الفنية في المعرض هي الأكثر قيمة في أمريكا. وهي تتألف من روائع ستيوارت، وسولي، وألستون، وويست، وغيرهم من فنانينا الأوائل، ومعرض غيلبين، ورخام ناعم، وصور طبق الأصل من التماثيل الشهيرة، بالإضافة إلى معرض رائع من التحف القديمة.
مبنى الأكاديمية هو أشهر أعمال فورنيس، وقد ساعد في ترسيخ مكانته كواحد من أفضل المهندسين المعماريين في البلاد.  على الرغم من إشادة النقاد في البداية، بحلول نهاية القرن، تغيرت الأذواق ولم يعد المبنى جذابًا. في النهاية، تم اتخاذ خطوات لإخفاء زخرفته من أجل «تحديثه».
في حقبة ما بعد الحرب العالمية الثانية، تم تقدير المبنى حديثًا مرة أخرى، مع النمو في حركة الحفظ التاريخية مما جعل الناس أكثر وعيًا بكنوز الماضي. يعتبر المبنى الآن تحفة فنية، أحد أعظم المباني في فيلادلفيا ويمكن القول إنه أعظم أعمال فورنيس. تم إدراج المبنى في السجل الوطني للأماكن التاريخية في عام 1971 وتم تعيينه معلمًا تاريخيًا وطنيًا في عام 1975. في عام 1976، تم ترميم المبنى بالكامل، من الداخل والخارج، ليتزامن مع الذكرى المئوية لتأسيسه ومع الذكرى المئوية الثانية للولايات المتحدة. تم إجراء أعمال الترميم من خلال داي وزيمرمان أسوشيتس، وترأسها هيومان مايرز.

### مبنى صامويل إم في هاميلتون
في عام 2002، قدم دوران هاملتون تبرعًا كبيرًا للأكاديمية لتوسيعها. اشترت مصنع السيارات السابق في 128. برود ستريت، بجوار المبنى الأصلي. صممه تشارلز أويلشلاغر، وكان المبنى يستخدم سابقًا كمبنى فيدرالي.
تمت إعادة تسمية الهيكل تخليداً لذكرى زوجها، صموئيل إم في هاميلتون. تم تجديده وأتمت مدرسة الفنون الجميلة التابعة للأكاديمية نقلها هناك في سبتمبر 2006. يحتوي المبنى أيضًا على مساحة عرض خاصة تسمى معرض فيشر بروكس، الذي سمي على اسم جيمس آر فيشر، وهو فنان حضر PAFA في أواخر ثمانينيات القرن التاسع عشر، وليوني بروكس. هم جد وأم، على التوالي، مارغريت لينفيست، فاعلة خير وعضو مجلس إدارة أكاديمية بنسلفانيا للفنون الجميلة. يضم مبنى هاميلتون أيضًا بورتوفوليو، وهو متجر هدايا المتحف.

## مشاهير
من طلاب الأكاديمية وأعضاء هيئة التدريس والقادة البارزين ما يلي:

### الجوائز التي تقدمها الأكاديمية للأفراد
- وسام وايدنر الذهبي: أسست الأكاديمية الميدالية الذهبية لجورج دي. وايدنر للنحت عام 1912. كان ويدنر رجل أعمال ومديرًا للأكاديمية وتوفي على متن آر إم إس تيتانيك. تُمنح الجائزة تقديرًا لـ «أكثر الأعمال جدارة بالنحت التي صممها مواطن أمريكي وعرضت في المعرض السنوي».[22]

#### الجوائز البائدة
- ميدالية بيك الذهبية: مُنحت الميدالية الذهبية كارول إتش بيك لأفضل صورة لفنان أمريكي عُرض في معرض PAFA السنوي. مُنحت من عام 1909 إلى عام 1968.
- جائزة ماري سميث: مُنحت جائزة ماري سميث إلى «رسام أفضل لوحة (باستثناء اللوحات) التي تُعرض في الأكاديمية، رسمتها فنانة مقيمة».[23] مُنحت من 1879 إلى 1968.
- ميدالية المعبد الذهبية: مُنحت الميدالية الذهبية لصندوق جوزيف تيمبل لأفضل لوحة زيتية لفنان أمريكي عُرض في معرض PAFA السنوي. تم منحه من عام 1883 إلى عام 1968.

## الخلافة
في عام 2013، باعت الأكاديمية لوحة إيست وايند أوفر ويهاوكن (بالإنجليزية: East Wind Over Weehawken)‏ (1934)، وهي واحدة من لوحتين من إدوارد هوبر في مجموعتها، لبدء صندوق هبات. سيتم استخدام حوالي 25 في المائة من الصندوق لسد الثغرات في مجموعة الأعمال الفنية التاريخية، مع الجزء الأكبر من المبلغ المتبقي لشراء الفن المعاصر ذي القيمة غير المحددة مع الآمال في زيادات كبيرة في المستقبل. تم بيع اللوحة في مزاد علني بمبلغ 40.485.000 دولار، مما أتاح دفعة كبيرة لمنحة المتحف الحالية البالغة حوالي 23.5 مليون دولار، ولكنها أثارت أسئلة جديدة حول مهمة المتحف وما إذا كانت عمليات إلغاء الخلافة في المصلحة العامة.

## قراءة متعمّة
- أكاديمية بنسلفانيا ونسائها، 1850-1920: 3 مايو - 16 يونيو 1974 أكاديمية بنسلفانيا للفنون الجميلة، فيلادلفيا، بنسلفانيا (كتالوج المعرض). فيلادلفيا، بنسلفانيا: أكاديمية بنسلفانيا للفنون الجميلة، 1974.
- أكاديمية بنسلفانيا للفنون الجميلة. في هذه الأكاديمية: أكاديمية بنسلفانيا للفنون الجميلة، 1805-1976. مطبعة المتحف، إنك: واشنطن العاصمة، 1976.

## روابط خارجية
- الموقع الرسمي
</img>
- الأكاديمية الأصلية للفنون الجميلة، 1869 في الجمعية التاريخية في بنسلفانيا
- أكاديمية الفنون الجميلة ومستقبلها : خطاب ألقاه إدوارد هـ. كواتس أمام نادي الفنون في فيلادلفيا (24 يناير 1890)
- ترشيح السجل الوطني على موقع National Park Service
- وثائق HABS على موقع مكتبة الكونجرس
- فيلادلفيا معماريون ومباني قائمة بمبنى الأكاديمية